# Kanton Saint-Amand-en-Puisaye
Saint-Amand-en-Puisaye is een voormalig kanton van het Franse departement Nièvre. Het kanton maakte deel uit van het arrondissement Cosne-Cours-sur-Loire. 
Het werd opgeheven bij decreet van 18 februari 2014 met uitwerking op 22 maart 2015.
Alle gemeenten werden toegevoegd aan het kanton Pouilly-sur-Loire

## Gemeenten
Het kanton Saint-Amand-en-Puisaye omvatte de volgende gemeenten:
- Arquian
- Bitry
- Bouhy
- Dampierre-sous-Bouhy
- Saint-Amand-en-Puisaye (hoofdplaats)
- Saint-Vérain